# Ilex liesneri
Ilex liesneri är en järneksväxtart som beskrevs av J.A. Steyermark. Ilex liesneri ingår i släktet järnekar, och familjen järneksväxter. Inga underarter finns listade i Catalogue of Life.